# Hovops pusillus
Hovops pusillus är en spindelart som först beskrevs av Simon 1887.  Hovops pusillus ingår i släktet Hovops och familjen Selenopidae.
Artens utbredningsområde är Madagaskar. Inga underarter finns listade i Catalogue of Life.